# 毛呂町
毛呂町（けろちょう）は愛知県岡崎市の町名。丁番を持たない単独町名である。

## 地理
額田地区北東部に位置する。町内中心部を毛呂川が西流し、途中で小久田川を合わせる。他にも、町南東部を大法川が流れる。住宅地は河川沿岸に形成され、その他は森林・農地として利用されている。

### 河川
- 毛呂川
- 小久田川
- 大法川

### 字
29の小字が設置されている。
| - 石田（いしだ） - 石名古（いしなご） - 一本柱（いっぽんばしら） - 漆塚（うるしづか） - 大木元（おおきもと） - 大畑（おおばた） - 大向（おおむかい） - 柿金日向（かきがねひおも） - 柿金日影（かきがねひかげ） - 樫ノ木（かしのき） | - 桂沢（かつらざわ） - 小銭ケ入（こぜにがいり） - 小日影（こひかげ） - 猿ケ久保（さるがくぼ） - 下久後（しもくご） - 下田（しもだ） - 神田（じんでん） - 瀬林（せばやし） - 田平（たびら） - 津賀立（つがだち） | - 仲田（なかだ） - 仁居家（にいや） - 沼平（ぬまだいら） - 葉梨（はなし） - 日影（ひかげ） - 東田（ひがしだ） - 渕畑（ふちばた） - 前田（まえだ） - 向田（むかいだ） |

## 世帯数と人口
2019年（令和元年）5月1日現在の世帯数と人口は以下の通りである。
| 町丁   | 世帯数 | 人口 |
| ------ | ------ | ---- |
| 毛呂町 | 28世帯 | 92人 |

### 人口の変遷
国勢調査による人口の推移
| 2010年（平成22年） | 77人 | [ 6 ] |  |
| 2015年（平成27年） | 78人 | [ 7 ] |  |

## 小・中学校の学区
市立小・中学校に通う場合、学区は以下の通りとなる。
| 番・番地等 | 小学校             | 中学校             |
| ---------- | ------------------ | ------------------ |
| 全域       | 岡崎市立形埜小学校 | 岡崎市立額田中学校 |

## 歴史
上毛呂村、下毛呂村を合併した毛呂村を前身とする。

### 沿革
- 1889年（明治22年）10月1日 - 町村制の施行に伴い、形埜村の大字毛呂となる。
- 1956年（昭和31年）9月30日 - 形埜村の合併により、額田町の大字となる。
- 2006年（平成18年）1月1日 - 額田町が岡崎市へ編入され、同市の毛呂町となる[1]。

### 史跡
- 毛呂城

## 交通
- 国道473号
- 愛知県道35号岡崎設楽線（作手街道）

## 施設
- 毛呂公民館
- 岡崎市額田消防団第11部車庫警備室
- 北部簡易水道毛呂浄水場
- 北部簡易水道大法川浄水場
- 姫宮神社

## その他

### 日本郵便
- 郵便番号 : 444-3437[4]（集配局：額田郵便局[9]）。

## 参考資料
- 「角川日本地名大辞典」編纂委員会 編『角川日本地名大辞典 23 愛知県』角川書店、1989年3月8日。ISBN 4-04-001230-5。
- 有限会社平凡社地方資料センター 編『日本歴史地名体系第23巻 愛知県の地名』平凡社、1981年。ISBN 4-582-49023-9。